# Изложба „Млади '82” (1982)
Изложба „Млади '82” се одржала у периоду од 25. новембра до 10. децембра 1982. године у Дому пионира и омладине Вождовац.

## Излагачи
1. Александар Антић
2. Јармила Вешовић
3. Борут Вилд
4. Зоран Гребенаровић
5. Антонија Драгутиновић
6. Веселин Драшковић
7. Игор Драгичевић
8. Петар Ђурђевић
9. Синиша Жикић
10. Станко Зечевић
11. Ранка Лучић Ранковић
12. Душан Јевтовић
13. Срђан Јовановић
14. Душан Јуначков
15. Слободан Крстић
16. Дијана Кожовић
17. Ева Мрђеновић
18. Тафил Мусовић
19. Мира Орлић
20. Миодраг Петровић
21. Мице Попчев
22. Светлана Раденовић
23. Љиљана Стојановић
24. Ана Танић
25. Милош Шкрбовић